# Мекотњак
Мекотњак (словен. Mekotnjak) је насељено место у општини Љутомер, Помурска регија, Словенија.

## Историја
До територијалне реорганизације у Словенији био је у саставу старе општине Љутомер.

## Становништво
У попису становништва из 2011. године, Мекотњак је имао 210 становника.
| Број становника према пописима | Број становника према пописима | Број становника према пописима |
| ------------------------------ | ------------------------------ | ------------------------------ |
| 1991                           | 2002                           | 2011                           |
| 195                            | 204                            | 210                            |